# خافيير بوتيلو
خافيير بوتيلو (بالإسبانية: Javier Botello)‏ (مواليد 27 يناير 1976) هو سبّاح إسباني، مثّل بلاده في الألعاب الأولمبية الصيفية 2000.

## روابط خارجية
خافيير بوتيلو على موقع الاتحاد الدولي للسباحة (الإنجليزية)
- خافيير بوتيلو على موقع أوليمبيديا (الإنجليزية)